# Xenia ainex
Xenia ainex är en korallart som beskrevs av Reinicke 1997. Xenia ainex ingår i släktet Xenia och familjen Xeniidae.
Artens utbredningsområde är Röda havet. Inga underarter finns listade i Catalogue of Life.
Artens namn Xenia ainex är en palindrom.